# Cercospora volkameriae
Cercospora volkameriae är en svampart som beskrevs av Speg. 1908. Cercospora volkameriae ingår i släktet Cercospora och familjen Mycosphaerellaceae.   Inga underarter finns listade i Catalogue of Life.